# Janssons frestelse (film, 1936)
Janssons frestelse är en svensk film från 1936 i regi av Gösta Rodin.

## Handling
John Jansson är kamrer på en bankirfirma, när firman hamnar i likviditetskris på grund av hans chefs spekulerande med firmans pengar vill banken att John ska ta över ledningen för företaget. Samtidigt försöker han få Gunnar, som han är förmyndare åt att börja arbeta istället för att festa bort sina ärvda penningar.

## Om filmen
Filmen spelades in 1935 i Cromo-Films ateljéer och exteriört på flera platser i Stockholm, bland annat Konstakademien. Filmen hade premiär den 10 februari 1936 och är tillåten från 15 år. Den har även visats på TV4.
I filmen debuterade Vera Valdor. Hennes egentliga namn var Vera Streletski, men det ansågs för svårt att uttala varför man skapade artistnamnet Valdor. 1928 spelades det in en stumfilm i regi av Sigurd Wallén med samma namn, men dessa två filmer har bara titeln gemensam, se Janssons frestelse.

## Rollista
- Sigurd Wallén - John Jansson, kamrer
- Sture Lagerwall - Gunnar Hedeberg
- Inga Tidblad - Vera Linder
- Uno Henning - Holger Linder, bankir, Veras man
- Britt Hagman - Maj Linder, Veras och Holgers dotter
- Karin Albihn - Margit Bergström, Gunnars väninna
- Vera Valdor - Pyret, Gunnars väninna
- Eva Turitz - Marianne, Gunnars väninna
- Yasuko Lang - Elsa, Gunnars väninna
- Gösta Gustafson - Eriksson, kassör i bankirfirman
- Hjördis Petterson - telefonist på bankirfirman
- Hilding Gavle - baron von Winkel
- Erik Rosén - advokat Olsson i Nordbanken
- Anna-Greta Adolphson - kontorist på bankirfirman
- Sven Arvor - rockvaktmästare
- Birgit Körling - flicka på festen hos von Winkel
- Olle Björklund - rockvaktmästare på krogen
- Ilse-Nore Tromm - Linders barnjungfru
- Gudrun Brost - flicka på festen hos von Winkel
- Emil Fjellström - Karlsson, korvgubben på festen hos von Winkel
- Nils Johannisson - läkaren på Örby lasarett
- Carl Andersson - gäst på festen hos von Winkel
- Wiange Törnkvist - gäst på festen hos von Winkel

## Musik i filmen
- Jag har dej kär, musik Ernfrid Ahlin, text Roland Levin, sång Sture Lagerwall (dubbad av ?)
- När Amor går omkring i lyckans galoscher, musik Ernfrid Ahlin, instrumental
- När stjärnorna glittra i nyfallen snö, musik Ernfrid Ahlin, instrumental
- Varje kvinnohjärta har sin melodi, musik Ernfrid Ahlin, instrumental